# イオンタウン新船橋
イオンタウン新船橋（イオンタウンしんふなばし）は、千葉県船橋市に所在し、イオンタウンが運営を行っているショッピングセンターである。

## 概要
東武野田線新船橋駅東側に位置し、三菱商事と野村不動産による船橋駅前東地区開発事業の環境配慮型街づくり、みらSATOプロジェクト「スマートシェア・タウン構想」として誕生した場所にイオンタウンによって開発され、2013年（平成25年）4月12日オープンした。
国土交通省が推奨する「住宅・建築物省CO2先導事業（非住宅）」の採択事業であり、節電や省エネルギーをコンセプトとしたスマートイオンの2号店でもある。

## 沿革
- 2013年（平成25年）4月12日 - 開業[広報 1]。

## 主なテナント
出店テナントの詳細は公式サイト「店舗案内」を参照。

#### 広報資料・プレスリリースなど一次資料
1. 1 2 3  イオンの次世代型エコストア「スマートイオン」第２号店 ４月１２日（金）ＡＭ７：００「イオンタウン新船橋」グランドオープン - イオン・イオンタウン・マックスバリュ関東公式リリース